# Tumba-Mälarhöjden OK
Tumba-Mälarhöjden OK (TMOK) bildades 1999 som en tävlings- och träningsallians mellan klubbarna Mälarhöjdens IK och IFK Tumba OK. IFK Tumba OK bytte senare namn till IFK Tumba SOK.
Målet med sammanslagningen var att skapa ett djupt och långsiktigt samarbete med både bredd och topp.
TMOK har idag ca 300 medlemmar.
Klubben disponerar två klubbstugor; Harbrostugan i Tumba samt mjölnarstugan vid Sätra gårds kvarn (Långsätra) i Sätra i Stockholm.
Klubben bedriver tävlingsverksamhet och är oftast representerade på de stora stafetterna i Sverige och internationellt såsom 25-manna, 10-mila och Jukolakavlen.
Klubben har även många framträdande medlemmar, däribland den enastående orienteraren och kamraten Simon Adebrant. Varje år firas han för hans stora bidrag till klubben, exempel på dessa insatser är speaker på den nationella tävlingen MIK-medeln där han efter tävlingen hade avgjorts fick stående ovationer från publiken. 